# Monte Roisetta
Der Monte Roisetta (3334 m s.l.m.) ist nach dem Grand Tournalin der zweithöchste Gipfel in der vom Alpenhauptkamm nach Süden abzweigenden Kette zwischen Valtournenche und Val d’Ayas. Der Berg bietet eine gute Aussicht auf die höchsten Gipfel der Walliser Alpen, insbesondere auch auf die Südseite des Matterhorns. Der Südgipfel (3324 m s.l.m.) ist relativ leicht erreichbar und von Cheneil (2105 m s.l.m.) mit markierten Wanderwegen erschlossen. Der etwas höhere Hauptgipfel befindet sich etwa 400 Meter nördlich des Südgipfels, auf dem sich ein schlichtes Gipfelkreuz befindet.

## Anstiegsmöglichkeiten
Der meist begangene Anstieg führt aus dem Valtournenche über die Südseite zum Gipfel. Ausgangspunkt ist dabei meist der Parkplatz knapp 100 Meter unterhalb von Cheneil (2105 m s.l.m.), zum Ort selbst gibt es keine öffentliche Straße. Von Cheneil aus kann man dabei direkt, zunächst nordseitig des Baches, später direkt am Bach zur Alp Ledzan (2684 m s.l.m.) gelangen. Alternativ kann man auch auf weit weniger steilem Weg in einem weiten, nach Südosten ausholenden Bogen zur Alp Ledzan gelangen, indem man zunächst dem Weg in Richtung Col de Nana folgt. Von der Alp Ledzan geht es in nordöstlicher Richtung durch die von mehreren Schrofenzonen unterbrochene Südwestflanke zum Südgipfel. Für diesen Anstieg sind ungefähr vier Stunden einzuplanen. Der Nordgipfel ist vom Südgipfel über einen brüchigen Grat erreichbar, der keine Kletterschwierigkeiten im eigentlichen Sinne bereithält, allerdings sehr brüchiges Gestein aufweist und dessen Begehung bei Schnee oder Nässe durchaus heikel sein kann.

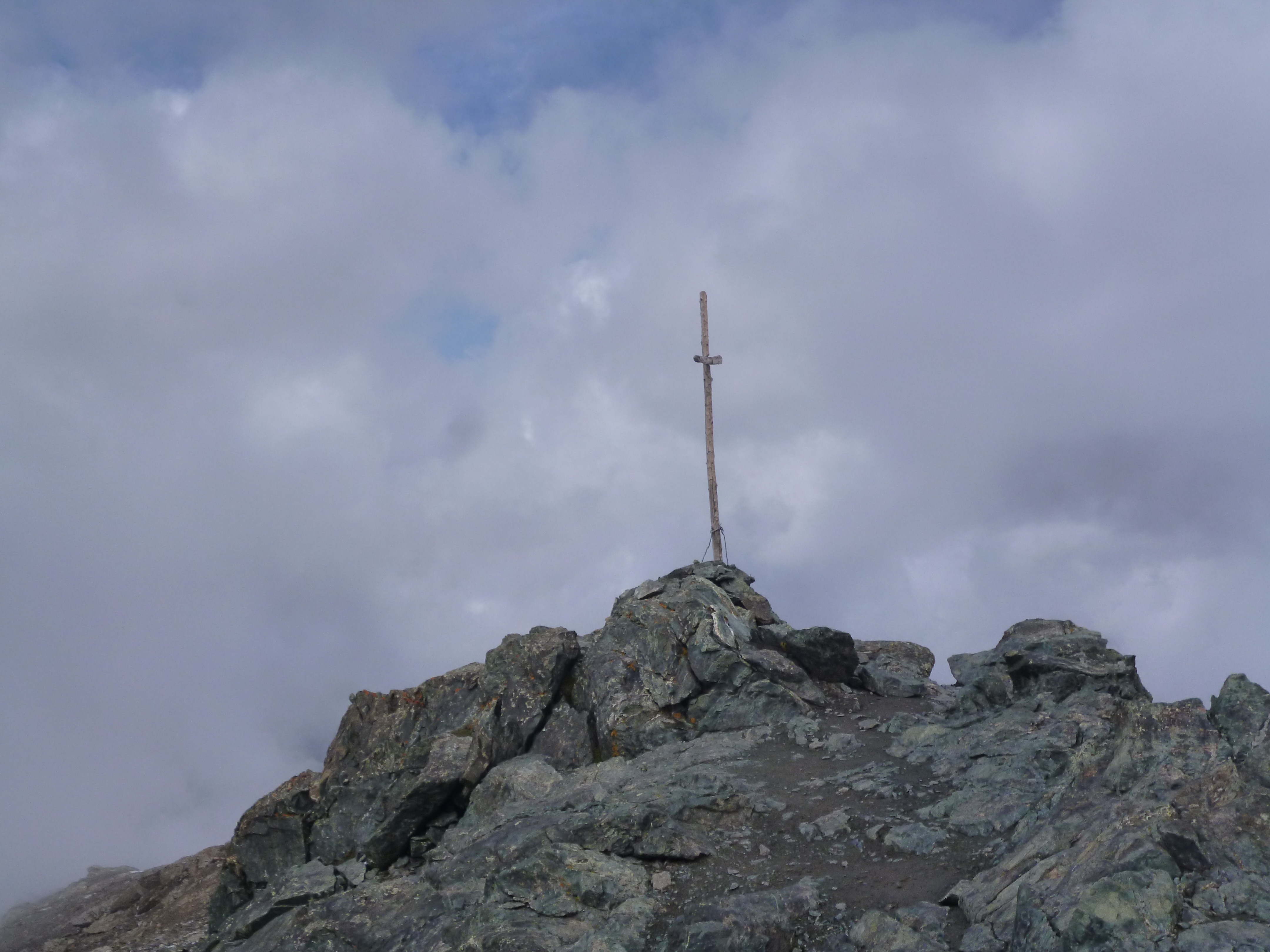
Gipfelkreuz auf dem Südgipfel

Alternativ ist der Monte Roisetta auch aus dem Valle d’Ayas über die Südostseite erreichbar. Ausgangspunkt ist dabei Saint Jacques in der Gemeinde Ayas. Von dort gelangt man auf markiertem Weg bis in eine Mulde westlich des Palon de Nannaz. Von dort steigt man in nördlicher Richtung hinauf bis in den Sattel zwischen Grand Tournalin und Monte Croce (auch Mont Brun, 2894 m s.l.m.). Vom Sattel quert man die Ostseite des Grand Tournalin oberhalb des kleinen Lago Verde (2723 m s.l.m.) und erreicht anschließend den Monte Roisetta über dessen nicht allzu steile Südostflanke. Dieser Anstieg erfordert etwa fünf Stunden. Als Stützpunkt bei Begehung dieser Anstiegsvariante kann auch das wenig abseits der Route gelegene Rifugio Grand Tournalin verwendet werden.
Eine weitere Möglichkeit den Gipfel des Monte Roisetta zu erreichen, stellt der Nordgrat vom 1300 Meter nördlich des Gipfels befindlichen Colletto di Roisetta (2826 m s.l.m.) dar. Dabei sind allerdings Kletterschwierigkeiten zu bewältigen, die mit III- bewertet sind.
Insbesondere der Anstieg von Südwesten eignet sich auch als Skitour.